# بيتر دودسون
بيتر دودسون (بالإنجليزية: Peter Dodson)‏ هو إحاثي وأستاذ جامعي أمريكي، ولد في 20 أغسطس 1946 في مقاطعة مارين في الولايات المتحدة.